# 예수는 신화다
《예수는 신화다》(영어 원제: The Jesus Mysteries: Was the "Original Jesus" a Pagan God?)는 Timothy Freke와 Peter Gandy가 쓴, 기독교의 기원에 관한 책이다. 나그 함마디에서 발견된 그노시스적 복음서에 기초하고 있다.

## 한국어판
한국어판은 승영조가 옮겼으며, 2002년에 동아일보사에서 펴내었다가 2개월 만에 자진 절판되었다. 그리고 2009년 9월에 미지북스에서 다시 펴냈다. 새로운 개정판에는 이전에 빠져있던 주석까지 모두 완역되었다.

## 기독교계의 반응
한국 기독교 총연합회는 2002년 9월 30일에 항의 성명서를 발표하여 동아일보사에게 한국어판을 전량 회수할 것을 요구하였으며, 결국 동아일보사가 낸 책은 2002년에 절판되었다. 기독교계 내에서 이 책에 대한 논리적인 반박서들도 출간되었다. 대표적인 비판서는 이국진 (목사) (전주 예수비전교회)가 쓴 《예수는 있다》가 있다. 

## 구성
저자들은 오시리스, 디오니소스, 아티스, 미트라스 등을 숭배하는 여러 미스테리아적 이교들은 모두 죽었다가 부활하는 신인(神人)에 대한 신화의 일종이라고 주장하며, 이들 신인을 오시리스-디오니소스라고 총칭한다. 저자들은 또한, 예수는 실존 인물이 아니었으며 영지주의자들이 근본적으로 이교의 신인을 융합적으로 재해석하여 만들어낸 인물이며, 따라서 영지주의자들이야말로 본래의 기독교 종파였다고 주장한다. 저자들에 따르면 “정통 기독교”는 상식적으로 알고 있듯이 영지주의보다 앞선 종파가 아니며, 오히려 더 나중에 생겨났지만 마치 영지주의보다 문자주의적 기독교가 앞선 것처럼 역사를 조작했다고 한다.

## 같이 보기
- 안티기독교
- 다빈치 코드
- 성혈과 성배
- 반기독교주의
- 영지주의